# 敕賜甘露禪寺
敕賜甘露禪寺（羅馬化：Wat Thippaya Wari Wihan），俗称甘露禪寺或甘露寺（羅馬化：Wat Kam Loyi），是一座历史悠久的中越寺庙，位于曼谷万茂三碧路三王府区，三碧路119巷，即旧暹罗广场对面。
寺庙根据中国占星学来为信徒驱除厄运，深受中国人及泰国人欢迎。

## 历史
这座寺庙建於于公元1776年（佛歷2319年）吞武里时期（1776年4月至1777年3月）鄭昭国王统治时期，由追随顺化统治者之子翁清春（意为“将军公”）的越南移民建造。他让湄南河东岸成为中国人和越南人的居住地。后来，在拉达那哥欣时期，顺化亲王阮福暎依靠泰国国王偷渡回国。这使得国王的弟弟玛哈·素拉辛哈那王子对于居住在暹罗（当时的泰国）的京族人产生怀疑。他命令居住在那里的京族人搬走。之后，这一带荒无人烟，寺庙里也多年未有僧人居住。
直到公元1896年（佛歷公元2439年），一位来自湖南的中国僧人“海子”（ไห่ซัน）因大斋节来到这里居住。寺庙由当地一对中国男爵夫妇赞助修复。修复后的寺庙更加美丽。朱拉隆功国王（拉玛五世）于公元1909年（佛历2452年）任命他为方丈，并赐予泰国官方名称“Wat Dibayavari Vihara”（甘露寺）。因为庙里有一个小池塘，所以池塘里的水被认为是圣水。据信，这个池塘有青龙（中国古代信仰的四大象征之一）作为守护神。这使得该寺被誉为青龙寺。里面供奉着华佗、青龙、月老、二郎神、三身佛、观世音菩萨等众多神像。
1946年晚些时候，班莫市场发生了一场火灾。火势蔓延至寺庙，导致三尊主要佛像严重受损。1954年，普淨法師任命โล่วเข่ง法师为钦教常务秘书，出任住持，并彻底整修了整个寺庙。随着时间的推移，寺庙的各种建筑都已年久失修。YenNee担任代理方丈，随即展开了建造新佛寺并修复建筑物的项目。对此，他邀请乌汶叻公主殿下在2005年1月9日星期日，为新佛寺奠基。